# Trescal
Trescal est une multinationale française, spécialiste des services de métrologie. 

## Histoire
Fondée en 1956, la société Metrotech est basée à Vendôme. Elle est rachetée en 1999 par Air liquide qui lance ainsi son activité métrologique. En 2004, la division étalonnage d’Air liquide prend le nom de Trescal après intégration de nouvelles acquisitions en Europe au sein d'une même entité. « Trescal » trouve son origine notamment dans le nom de l'ingénieur mécanicien français Henri Tresca, père du mètre étalon.
En 2007, l'entreprise est achetée par Astorg Partners, un fonds d'investissement européen, ce qui lui permet d'accéder à son autonomie.
En 2010, le fonds britannique 3i Group et TCR rachètent Trescal, contribuant ainsi à accélérer sa croissance aux États-Unis et en Asie. Trois ans plus tard, 3i Group vend sa participation à Ardian, anciennement connu sous le nom d'AXA Private Equity.
Le fonds canadien Omers Private Equity achète la majorité du capital de Trescal en 2017. La transaction valorise Trescal à environ 670 millions d'euros. Il s'agit du premier investissement d'Omers en France.

## Activité
En 2007, lors de sa cession par Air Liquide, l’entreprise est présente en Allemagne, Espagne, France, Hollande, Italie et Scandinavie. Au fil des années, Trescal s’installe sur tous les continents par croissance externe. Depuis 2017 et l'investissement d’Omers, 35 entreprises sont achetées dans plus de 25 pays. Longtemps « simple » PME, cette entreprise est une ETI dotée de plusieurs directions pays et BU.
Elle emploie plus de 4 000 personnes et génère un chiffre d’affaires de 395 millions d’euros en 2021[réf. nécessaire].